# Маунтгаррет
Маунтгаррет (або Маунтгаррет, Маунт Гаррет; ірланд. Mota-Gairead) — містечко в Нью-Росс, графство Вексфорд, Ірландія. Він відомий руїнами середньовічної вежі, побудованої єпископом Папороті в 1408 році.